# Vânătorii Mici
Vânătorii Mici là một xã thuộc hạt Giurgiu, România. Dân số thời điểm năm 2002 là 5043 người.